# Maria Scholz (Politikerin)
Maria Scholz (* 4. Februar 1925 in Niederhermsdorf, Kreis Neisse/Oberschlesien; † 9. Oktober 2010 in Frankfurt am Main) war eine deutsche Kommunalpolitikerin der CDU.

## Leben
1945 kam sie als Heimatvertriebene zusammen mit ihrem Vater nach Bad Homburg. Sie machte eine Ausbildung zur Volksschullehrerin und arbeitet ab 1948 17 Jahre lang als Lehrerin an der Ketteler-Franke-Schule in Kirdorf. 1965 legte sie die Prüfung zur Realschullehrerin ab und arbeitete an der Realschule und späteren Gesamtschule in Oberursel.
Als überzeugte Katholikin war sie in der kirchlichen Arbeit stark engagiert. 1969 wurde sie in den Pfarrgemeinderat von St. Johannes in Kirdorf gewählt und war dort von 1972 bis 1995 Vorsitzende bzw. stellvertretende Vorsitzende.
Sie initiierte die Gründung des Vereines Schnelle Hilfe in Not e. V., der Menschen in finanziellen Notlagen hilft.
Als CDU-Mitglied war sie Stadtverordnete von 1960 bis 1972, von 1972 bis 1977 und von 1993 bis 1997 ehrenamtliche Stadträtin sowie Stadtverordnetenvorsteherin von 1977 bis 1993 in Bad Homburg Scholz erhielt 1974 den Ehrenbrief des Landes Hessen und trug seit 1978 den Titel Stadtälteste.
1985 wurde sie mit der Ehrenplakette der Stadt Bad Homburg v. d. Höhe ausgezeichnet.
Sie war Mitglied des politischen Forums Deutschland und Europa. 2010 erhielt sie als erste Frau die Ehrenbürgerschaft von Bad Homburg.
Anfang 2002 erhielt sie das Bundesverdienstkreuz 1. Klasse des Verdienstordens der Bundesrepublik Deutschland für „ihr außerordentliches soziales Engagement in allen Lebensbereichen und die Selbstverständlichkeit der jederzeitigen Hilfsbereitschaft unter Zurückstellung eigener Interessen“.
Am 1. August 2015 wurde eine Regel-Grundschule mit Förderschulzweig als Maria-Scholz-Schule in Bad Homburg eröffnet.